# Râul Găvan, Olt
Râul Găvan este un afluent al râului Olt. 

## Hărți
- Harta Județului Brașov